# Eryk Rodzik
Eryk Rodzik (26 maggio 1992) è un ex taekwondoka polacco.

## Palmarès
- Europei

Manchester 2012: bronzo nei 58 kg.